# Cirrhilabrus aurantidorsalis
Cirrhilabrus aurantidorsalis Allen & Kuiter, 1999 è un pesce d'acqua salata appartenente alla famiglia Labridae.

## Distribuzione e habitat
Proviene dalle barriere coralline delle zone tropicali dell'Indonesia (Golfo di Tomini), nell'ovest dell'oceano Pacifico. Nuota fino a 30 m di profondità, e di solito gli esemplari giovanili nuotano più vicini alla superficie degli adulti.

## Descrizione
Presenta un corpo piuttosto allungato, non particolarmente compresso ai lati, con la testa dal profilo abbastanza appuntito. La lunghezza massima registrata è di 10 cm.
La testa può presentare una macchia rossastra. Il dorso è completamente giallo e contrasta con la sottostante zona blu scura e con la testa violacea. Il ventre è solitamente azzurro. Le pinne sono blu chiare, non particolarmente alte né allungate. La pinna caudale ha il margine arrotondato, mentre la pinna dorsale è abbastanza bassa, come la pinna anale, più corta.

## Comportamento
Sia i giovani che gli adulti nuotano in gruppi non particolarmente grandi, composti solitamente da pochi esemplari.

## Conservazione
Anche se viene talvolta catturato per essere allevato in acquario, non è a rischio di estinzione ed è inoltre presente in un'area marina protetta, quindi la lista rossa IUCN classifica questa specie come "a rischio minimo" (LC).